# Roms zoner
Roms zoner (italienska: Zone di Roma) är en typ av administrativa regioner, vilka delar in Ager romanus. År 1961 skapades 59 zoner.

## Zonerna
| Nummer    | Namn                   |
| --------- | ---------------------- |
| Z.I       | Val Melaina            |
| Z.II      | Castel Giubileo        |
| Z.III     | Marcigliana            |
| Z.IV      | Casal Boccone          |
| Z.V       | Tor San Giovanni       |
| Z.VI      | Settecamini            |
| Z.VII     | Tor Cervara            |
| Z.VIII    | Tor Sapienza           |
| Z.IX      | Acqua Vergine          |
| Z.X       | Lunghezza              |
| Z.XI      | San Vittorino          |
| Z.XII     | Tor Spaccata           |
| Z.XIII    | Torre Angela           |
| Z.XIV     | Borghesiana            |
| Z.XV      | Torre Maura            |
| Z.XVI     | Torrenova              |
| Z.XVII    | Torre Gaia             |
| Z.XVIII   | Capannelle             |
| Z.XIX     | Casal Morena           |
| Z.XX      | Aeroporto di Ciampino  |
| Z.XXI     | Torricola              |
| Z.XXII    | Cecchignola            |
| Z.XXIII   | Castel di Leva         |
| Z.XXIV    | Fonte Ostiense         |
| Z.XXV     | Vallerano              |
| Z.XXVI    | Castel di Decima       |
| Z.XXVII   | Torrino                |
| Z.XXVIII  | Tor de' Cenci          |
| Z.XXIX    | Castel Porziano        |
| Z.XXX     | Castel Fusano          |
| Z.XXXI    | Mezzocammino           |
| Z.XXXII   | Acilia Nord            |
| Z.XXXIII  | Acilia Sud             |
| Z.XXXIV   | Casal Palocco          |
| Z.XXXV    | Ostia Antica           |
| Z.XXXVI   | Isola Sacra            |
| Z.XXXVII  | Fiumicino              |
| Z.XXXVIII | Fregene                |
| Z.XXXIX   | Tor di Valle           |
| Z.XL      | Magliana Vecchia       |
| Z.XLI     | Ponte Galeria          |
| Z.XLII    | Maccarese Sud          |
| Z.XLIII   | Maccarese Nord         |
| Z.XLIV    | La Pisana              |
| Z.XLV     | Castel di Guido        |
| Z.XLVI    | Torrimpietra           |
| Z.XLVII   | Palidoro               |
| Z.XLVIII  | Casalotti              |
| Z.XLIX    | Santa Maria di Galeria |
| Z.L       | Ottavia                |
| Z.LI      | La Storta              |
| Z.LII     | Cesano                 |
| Z.LIII    | Tomba di Nerone        |
| Z.LIV     | La Giustiniana         |
| Z.LV      | Isola Farnese          |
| Z.LVI     | Grottarossa            |
| Z.LVII    | Labaro                 |
| Z.LVIII   | Prima Porta            |
| Z.LIX     | Polline Martignano     |